# Daniel Lück
Daniel Lück (* 18. Mai 1991 in Oberkochen) ist ein deutscher Fußballtorwart.

## Karriere
Zunächst spielte Lück als Torwart für den TSV Oberkochen. 2002 wechselte er in die Nachwuchsabteilung des Erstligisten VfB Stuttgart, wo er die folgenden sechs Jahre verbrachte. Als A-Jugendlicher spielte Lück ein Jahr beim SSV Reutlingen 05. Vom 1. Juli 2009 bis zum 30. Juni 2012 war er für die zweite Mannschaft der TSG 1899 Hoffenheim aktiv.
Kurz nach Beginn der Saison 2012/13 wechselte er zum Zweitligisten SC Paderborn 07 aufgrund der verletzt ausgefallenen Ersatztorhüter Nico Burchert und Sebastian Lange, gegen die er sich auch bereits nach seinem ersten Spiel als neue Nummer 2 hinter Lukas Kruse durchsetzte. Mit dem SCP beendete er die Zweitligasaison 2013/14 sensationell als Tabellenzweiter und stieg in die Bundesliga 2014 auf.
Im Sommer 2015 wechselte Lück, der in der Bundesliga für Paderborn zu keinem Einsatz kam, in die 3. Liga zu Energie Cottbus.
Nachdem er mit Cottbus in die Regionalliga Nordost abgestiegen war, wechselte er im Sommer 2016 zum österreichischen Bundesligisten SK Sturm Graz, bei dem er einen bis Juni 2018 gültigen Vertrag erhielt. Im August 2017 wurde sein Vertrag bei Sturm aufgelöst.

## Erfolge
- Aufstieg in die Bundesliga: 2014 (mit dem SC Paderborn 07)
- DFB-Junioren-Vereinspokal-Sieger: 2010 (mit der TSG Hoffenheim)